# Gare d’Ossun
Gare d’Ossun vasútállomás Franciaországban, Ossun településen.

## Vasútvonalak
Az állomást az alábbi vasútvonalak érintik:
- Toulouse–Bayonne-vasútvonal

## Kapcsolódó állomások
A vasútállomáshoz az alábbi állomások vannak a legközelebb:
- Gare de Lourdes
- Gare de Tarbes